# Mistrzostwa Świata w Piłce Nożnej 2014 (eliminacje strefy UEFA)/Grupa 2
W Grupie 2 eliminacji do MŚ 2014 brały udział następujące zespoły:
- Włochy
- Dania
- Czechy
- Bułgaria
- Armenia
- Malta

## Tabela
| Lp. | Drużyna  | M  | Mecze | Mecze | Mecze | Bramki | Bramki | Bramki | Pkt |
| Lp. | Drużyna  | M  | W     | R     | P     | +      | −      | +/−    | Pkt |
| --- | -------- | -- | ----- | ----- | ----- | ------ | ------ | ------ | --- |
| 1.  | Włochy   | 10 | 6     | 4     | 0     | 19     | 9      | +10    | 22  |
| 2.  | Dania    | 10 | 4     | 4     | 2     | 17     | 12     | +5     | 16  |
| 3.  | Czechy   | 10 | 4     | 3     | 3     | 13     | 9      | +4     | 15  |
| 4.  | Bułgaria | 10 | 3     | 4     | 3     | 14     | 9      | +5     | 13  |
| 5.  | Armenia  | 10 | 4     | 1     | 5     | 12     | 13     | −1     | 13  |
| 6.  | Malta    | 10 | 1     | 0     | 9     | 5      | 28     | −23    | 3   |

|          | Włochy | Dania | Czechy | Bułgaria | Armenia | Malta |
| -------- | ------ | ----- | ------ | -------- | ------- | ----- |
| Włochy   | X      | 3:1   | 2:1    | 1:0      | 2:2     | 2:0   |
| Dania    | 2:2    | X     | 0:0    | 1:1      | 0:4     | 6:0   |
| Czechy   | 0:0    | 0:3   | X      | 0:0      | 1:2     | 3:1   |
| Bułgaria | 2:2    | 1:1   | 0:1    | X        | 1:0     | 6:0   |
| Armenia  | 1:3    | 0:1   | 0:3    | 2:1      | X       | 0:1   |
| Malta    | 0:2    | 1:2   | 1:4    | 1:2      | 0:1     | X     |

## Wyniki
Czas: CET
| 7 września 2012 20:45 | Bułgaria · Manolew 30' · G. Miłanow 66' | 2:2(1:2)Raport | Włochy · 36', 40' Osvaldo | Stadion Narodowy, Sofia Widzów: 12 993 Sędzia: Martin Atkinson |
|                       |                                         |                |                           |                                                                |

| 7 września 2012 20:00 | Malta | 0:1(0:0)Raport | Armenia · 70' Sarkisow | Ta’ Qali Stadium, Ta’ Qali Widzów: 3 517 Sędzia: René Eisner |
|                       |       |                |                        |                                                              |

| 8 września 2012 20:15 | Dania | 0:0(0:0)Raport | Czechy | Parken, Kopenhaga Widzów: 24 004 Sędzia: Wolfgang Stark |
|                       |       |                |        |                                                         |

| 11 września 2012 20:45 | Włochy · Destro 5' · Peluso 90+2' | 2:0(1:0)Raport | Malta | Stadio Alberto Braglia, Modena Widzów: 18 000 Sędzia: Antti Munukka |
|                        |                                   |                |       |                                                                     |

| 11 września 2012 20:00 | Bułgaria · Manolew 43' | 1:0(1:0)Raport | Armenia | Stadion Narodowy, Sofia Widzów: 7 883 Sędzia: Stephan Studer |
|                        |                        |                |         |                                                              |

| 12 października 2012 21:00 | Armenia · Mychitarian 28' | 1:3(1:1)Raport | Włochy · 11' (k) Pirlo · 64' De Rossi · 82' Osvaldo | Stadion Hanrapetakan, Erywań Widzów: 25 000 Sędzia: Marijo Strahonja |
|                            |                           |                |                                                     |                                                                      |

| 12 października 2012 20:00 | Czechy · Gebre Selassie 34' · Pekhart 52' · Rezek 67' | 3:1(1:1)Raport | Malta · 38' Briffa | Stadion města Plzně, Pilzno Widzów: 10 358 Sędzia: Anar Salmanov |
|                            |                                                       |                |                    |                                                                  |

| 12 października 2012 21:00 | Bułgaria · Rangełow 7' | 1:1(1:1)Raport | Dania · 40' Bendtner | Stadion Narodowy, Sofia Widzów: 20 780 Sędzia: Tony Chapron |
|                            |                        |                |                      |                                                             |

| 16 października 2012 20:45 | Włochy · Montolivo 33' · De Rossi 37' · Balotelli 54' | 3:1(2:1)Raport | Dania · 45' Kvist | San Siro, Mediolan Widzów: 37 027 Sędzia: Damir Skomina |
|                            |                                                       |                |                   |                                                         |

| 16 października 2012 20:00 | Czechy | 0:0(0:0)Raport | Bułgaria | Generali Arena, Praga Widzów: 16 163 Sędzia: Władisław Bezborodow |
|                            |        |                |          |                                                                   |

| 22 marca 2013 20:30 | Czechy | 0:3(0:0) | Dania · 57' Cornelius · 67' Kjær · 82' Zimling | Andrův stadion, Ołomuniec Widzów: 12 288 Sędzia: Manuel Neves |
|                     |        |          |                                                |                                                               |

| 22 marca 2013 17:00 | Bułgaria · Tonew 6', 38', 68' · Popow 47' · Gargorow 55' · Iwanow 78' | 6:0(2:0) | Malta | Lewski Sofia, Sofia Widzów: 0 Sędzia: Eitan Shmulewitz |
|                     |                                                                       |          |       |                                                        |

| 26 marca 2013 | Armenia | 0:3(0:0) | Czechy · 47', 81' Vydra · 90' Kolář | Stadion Hanrapetakan, Erywań Widzów: 14 403 Sędzia: Pavel Christian Balaj |
|               |         |          |                                     |                                                                           |

| 26 marca 2013 | Malta | 0:2(0:2) | Włochy · 8' (k), 45' Balotelli | Ta’ Qali Stadium, Ta’ Qali Widzów: 17 011 Sędzia: Serdar Gözübüyuk |
|               |       |          |                                |                                                                    |

| 26 marca 2013 | Dania · Agger 63' (k) | 1:1(0:0) | Bułgaria · 51' Manolew | Parken, Kopenhaga Widzów: 22 357 Sędzia: Firat Aydinus |
|               |                       |          |                        |                                                        |

| 7 czerwca 2013 | Armenia | 0:1(0:1)Raport | Malta · 51' Mifsud | Stadion Hanrapetakan, Erywań Widzów: 8 500 Sędzia: Arnold Hunter |
|                |         |                |                    |                                                                  |

| 7 czerwca 2013 | Czechy | 0:0(0:0)Raport | Włochy | Generali Arena, Praga Widzów: 18 235 Sędzia: Svein Oddvar Moen |
|                |        |                |        |                                                                |

| 11 czerwca 2013 20:15 | Dania | 0:4(0:2)Raport | Armenia · 1', 59' Mowsisjan · 19' Özbiliz · 82' Mychitarian | Parken, Kopenhaga Widzów: 14 284 Sędzia: Aleksiej Nikołajew |
|                       |       |                |                                                             |                                                             |

| 6 września 2013 18:00 | Czechy · Rosický 70' | 1:2(0:1)Raport | Armenia · 31' Mykyrtczian · 90' Ghazarian | Synot Tip Aréna, Praga Widzów: 17 628 Sędzia: Antony Gautier |
|                       |                      |                |                                           |                                                              |

| 6 września 2013 20:45 | Włochy · Gilardino 38' | 1:0(1:0)Raport | Bułgaria | Stadion Renzo Barbera, Palermo Widzów: 28 662 Sędzia: Carlos Velasco Carballo |
|                       |                        |                |          |                                                                               |

| 6 września 2013 20:00 | Malta · Failla 38' | 1:2(1:1)Raport | Dania · 2' Andreasen · 53' sam. Camilleri | Ta’ Qali Stadium, Ta’ Qali Widzów: 10 000 Sędzia: Anastasios Sidiropulos |
|                       |                    |                |                                           |                                                                          |

| 10 września 2013 20:45 | Włochy · Chiellini 51' · Balotelli 54' (k) | 2:1(0:1)Raport | Czechy · 19' Kozák | Juventus Stadium, Turyn Widzów: 35 299 Sędzia: Jonas Eriksson |
|                        |                                            |                |                    |                                                               |

| 10 września 2013 18:00 | Armenia | 0:1(0:0)Raport | Dania · 73' (k) Agger | Stadion Hanrapetakan, Erywań Widzów: 23 000 Sędzia: Bas Nijhuis |
|                        |         |                |                       |                                                                 |

| 10 września 2013 21:00 | Malta · Herrera 78' | 1:2(0:1)Raport | Bułgaria · 9' Dimitrow · 59' Gyrgorow | Ta’ Qali Stadium, Ta’ Qali Widzów: 4 884 Sędzia: Matej Jug |
|                        |                     |                |                                       |                                                            |

| 11 października 2013 19:30 | Malta · Mifsud 47' | 1:4(0:2) | Czechy · 3' Hübschman · 33' Lafata · 51' Kadlec · 90' Pekhart | Ta’ Qali Stadium, Ta’ Qali Sędzia: Matej Jug |
|                            |                    |          |                                                               |                                              |

| 11 października 2013 20:15 | Dania · Bendtner 45+1', 79' | 2:2(1:1) | Włochy · 28' Osvaldo · 90+1' Aquilani | Parken, Kopenhaga Sędzia: Stephane Lannoy |
|                            |                             |          |                                       |                                           |

| 11 października 2013 17:00 | Armenia · Özbiliz 45' · Mowsisjan 87' | 2:1(1:0) | Bułgaria · 61' Popow | Stadion Hanrapetakan, Erywań Sędzia: Felix Brych |
|                            |                                       |          |                      |                                                  |

| 15 października 2013 21:15 | Bułgaria | 0:1(0:0) | Czechy · 52' Dočkal | Lewski Sofia, Sofia Sędzia: Viktor Kassai |
|                            |          |          |                     |                                           |

| 15 października 2013 20:45 | Włochy · Florenzi 24' · Balotelli 76' | 2:2(1:1) | Armenia · 4' Mowsisjan · 70' Mychitarian | Stadio San Paolo, Neapol Sędzia: Michael Oliver |
|                            |                                       |          |                                          |                                                 |

| 15 października 2013 20:15 | Dania · Rassmusen 8', 74' · Agger 11 ' (k.), 39' (k.) · Bjelland 28' · Nielsen 84' | 6:0(4:0) | Malta | Parken, Kopenhaga Sędzia: Aleksandar Stawrew |
|                            |                                                                                    |          |       |                                              |

## Strzelcy

### 5 goli
- Mario Balotelli

### 4 gole
- Dani Osvaldo
- Jura Mowsisjan
- Daniel Agger

### 3 gole
- Aleksandyr Tonew
- Henrich Mychitarian
- Stanisław Manolew
- Nicklas Bendtner

### 2 gole
- Aras Özbiliz
- Emił Gyrgorow
- Iwelin Popow
- Tomáš Pekhart
- Matěj Vydra
- Morten Rasmussen
- Michael Mifsud
- Daniele De Rossi

### 1 gol
- Gework Ghazarian
- Karlen Mykyrtczian
- Artur Sarkisow
- Radosław Dimitrow
- Iwan Iwanow
- Georgi Miłanow
- Dimityr Rangełow
- Theodor Gebre Selassie
- Tomáš Hübschman
- Václav Kadlec
- Daniel Kolář
- Libor Kozák
- David Lafata
- Jan Rezek
- Tomáš Rosický
- Bořek Dočkal
- Leon Andreasen
- Andreas Cornelius
- Simon Kjær
- William Kvist
- Niki Zimling
- Andreas Bjelland
- Nicki Nielsen
- Roderick Briffa
- Clayton Failla
- Edward Herrera
- Alberto Aquilani
- Giorgio Chiellini
- Mattia Destro
- Alberto Gilardino
- Riccardo Montolivo
- Federico Peluso
- Andrea Pirlo
- Alessandro Florenzi

### Gole samobójcze
- Ryan Camilleri dla Danii